# نوه هرناندز (ورزشکار)
نوه هرناندز (انگلیسی: Noé Hernández; ۱۵ مارس ۱۹۷۹ – ۱۶ ژانویهٔ ۲۰۱۳) ورزشکار دو و میدانی، و بازیگر سینما اهل مکزیک بود.